# Capità Planeta (personatge)
Capità Planeta és el personatge titular en la sèrie de televisió de Capità Planeta i els Planetaris. A l'inici de la sèrie, Gaia reuneix un grup de joves de diversos continents i nacions. Quan els planetaris combinen els seus poders per convocar el guerrer elemental, aquesta encarnació pren l'aparença d'un superheroi, que s'anomena "Capità Planeta".

## Paper dins la sèrie
En situacions en les quals els Planetaris no poden resoldre sols els reptes, poden combinar els seus poders per convocar el Capità Planeta, que és un androide superheroi hologràfic que posseeix tots els poders dels Planetaris magnificats, entre ells el vol. Un cop finalitzat el seu treball, el Capità Planeta torna al planeta on presumptament hi habita acomiadant-se dels espectadors amb el missatge: "El poder és teu!"
Planeta normalment només es manifesta per fer front a la crisi més gran i després se'n va, però algunes històries l'han mostrat existent més enllà d'aquests moments, com quan va ser apel·lat mentre Kwame i Ma-Ti estaven a l'espai, amb el resultat que l'energia dels seus anells que van crear el superheroi Planeta no van poder tornar al seu origen, i Planeta es va veure obligat a operar a nivell humà, tot requerint una palanca i claus d'unes manilles per rescatar la resta de l'equip.
Capità Planeta mostra un irònic sentit de l'humor i sovint utilitza jocs de paraules mentre va burlant-se de l'elenc de dolents de la sèrie.
La feblesa del Capità Planeta és ser sotmès als efectes de la contaminació.
El 27 de juny de 2013, Sony Pictures va anunciar que treballaven en una pel·lícula basada en Captain Planet.

## Doblatges
La veu original en anglès estatunidenc del Capità Planeta és de James Coburn.